# ルートヴィヒ・フォン・レフツ
ルートヴィヒ・フォン・レフツ（Ludwig von Löfftz、1845年6月21日 - 1910年12月3日）はドイツの画家である。ミュンヘン美術院で教授を務め、多くの画家を育てた。

## 略歴

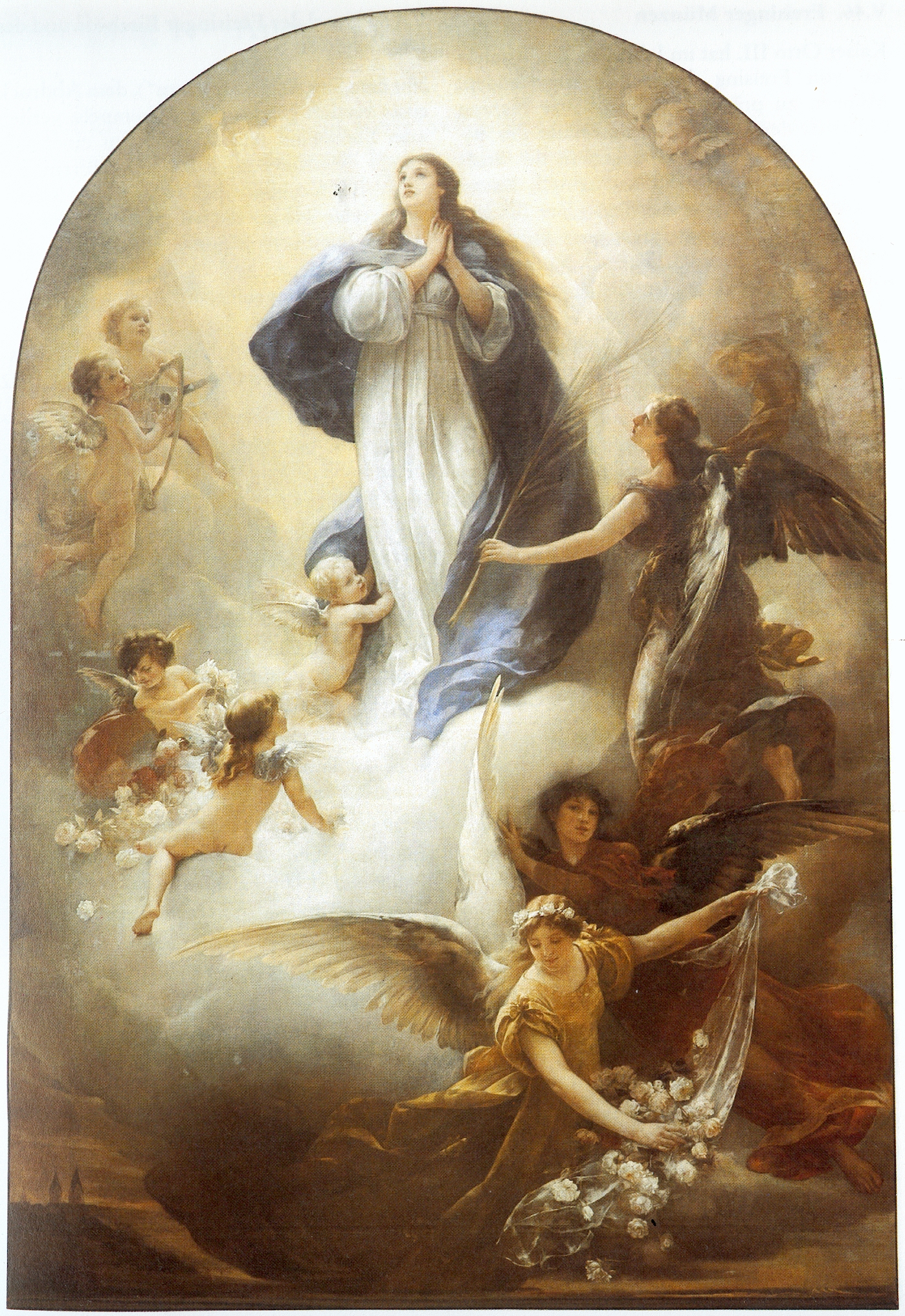
The Ascension of Mary (1888)

ダルムシュタットで生まれた。室内装飾の仕事を数年間した後、画家をめざしダルムシュタットの美術学校で学び、1870年からニュルンベルクの美術学校でアウグスト・フォン・クレリンク(August von Kreling) とカール・ラウプに学んだ。1871年からミュンヘン美術院に移り、ヴィルヘルム・フォン・ディーツに学んだ。ディーツに才能を認められて1873年にはウィーンの国際展覧会に出展し、1874年にはディーツの助手として教え始め、1879年には教授になった。1891年から1899年の間、ミュンヘン美術院の校長を務めた。レフツの教えた代表的な画家はロヴィス・コリント である。
1883年の作品　『ピエタ』は、ミュンヘン国際芸術展で金賞を受賞し、現在はミュンヘンの美術館、ノイエ・ピナコテークに収蔵されている。宗教的なテーマの作品や風景画も描いた。

### レフツの教えた学生
- ジョン・ヘンリー・トワックトマン (1853-1902)
- ゲオルギオス・ヤコビディス (1853-1932)
- ハンス・オルデ (1855-1917)
- ロベルト・ペッツェルベルガー (1856-1930)
- ロヴィス・コリント (1858-1925)
- チャールズ・フレデリク・ウルリッヒ (1858-1908)
- アントン・アズベ (1862-1905)
- ヴィルヘルム・バルマー (1865-1922)
- エルンスト・オップラー (1867-1929)
- アンジェロ・ヤンク (1868-1940)
- パウル・リート (1871-1925)
- Wilhelm Claus (1882-1914)
- Nikolaus Davis (1883-1967)
- Arthur Kurtz (1860-1917)
- Paul Thiem (1858-1922)
- Spyridon Vikatos (1878-1960)

## 作品

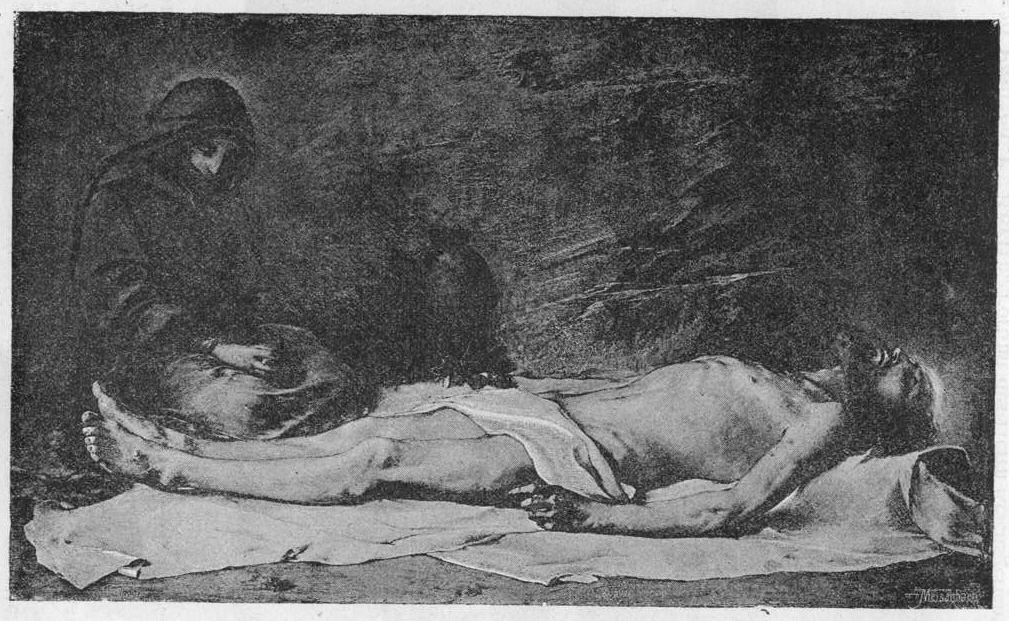
『ピエタ』(1883)
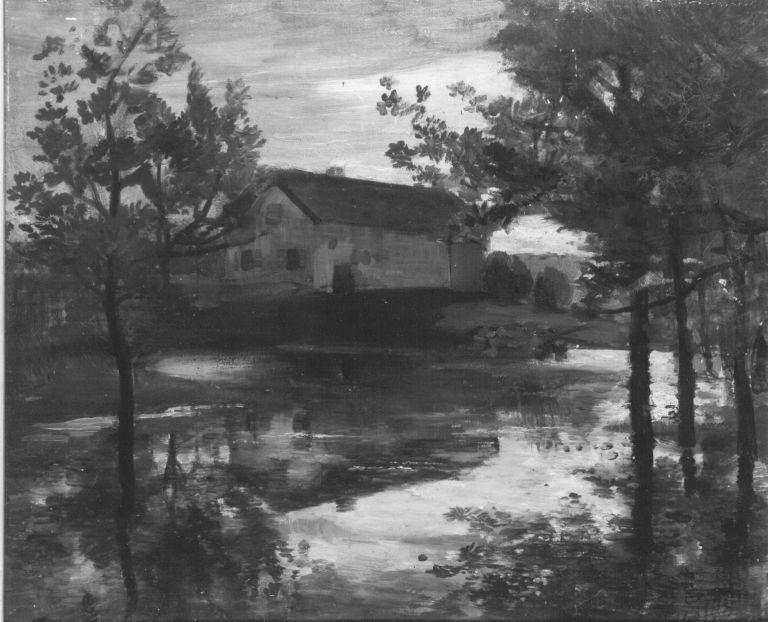
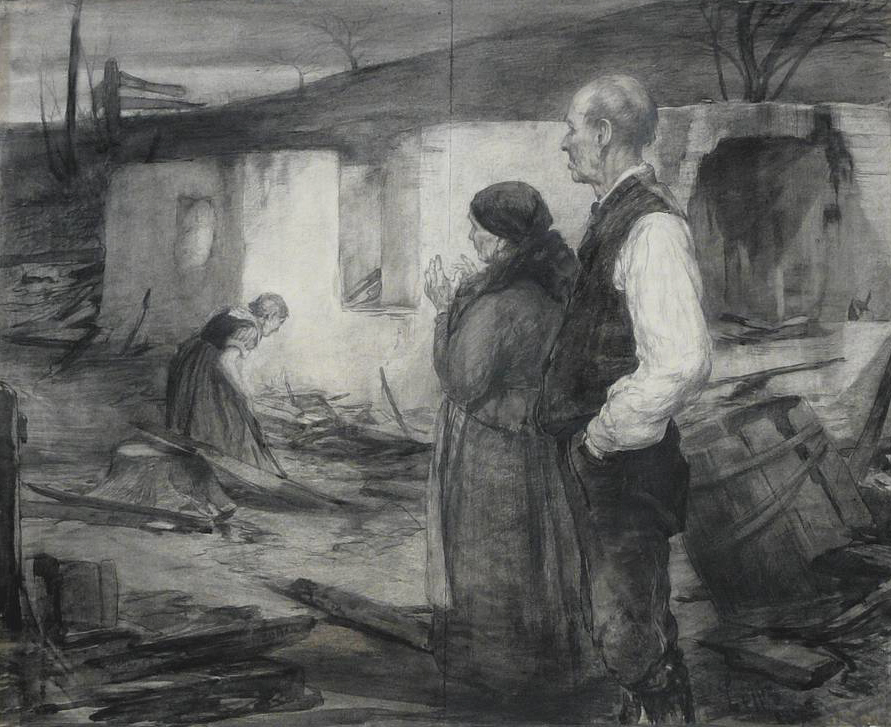
(1892)